# DS Børøysund
DS Børøysund – norweski statek parowy będący obecnie statkiem muzeum, zacumowanym w Oslo. Statek jest sprawny i w sezonie letnim wykonuje rejsy czarterowe po fiordzie Oslo.

## Historia
Statek powstał w 1908 roku w warsztatach Trondhjems Mekaniske Værksted w Trondheim na zamówienie Trondhjemske Lægtercompagni. Powstały parowiec nosił wówczas nazwę Odin. Statek przeznaczony był do przewozu pasażerów na wodach przybrzeżnych. W 1923 roku statek zakupł armator Hjelme & Herlø Dampskibsselskab, który zmienił nazwę statku na Skjergar. Pod tą nazwą statek utrzymywał łączność pomiędzy Bergen a sąsiednimi wyspami. W 1925 roku statek znowu zmienił właściciela, został nim Vesteraalens Dampskibsselskab, który wykorzystywał parowiec w żegludze przybrzeżnej i do rejsów pomiędzy Lofotami a kontynentem. Wówczas również statek otrzymał swoją dzisiejszą nazwę. W 1960 roku Børøysund został przejęty przez Hadsel Yrkesskole i był statkiem szkolnym służącym pod nową nazwą Hyma. W 1969 roku statek miał ulec złomowaniu jednak wykupiła go po cenie złomu Norsk Veteranskibsklub, pozarządowa organizacja zajmująca się odrestaurowywaniem i opieką nad zabytkowymi statkami. Odremontowała ona statek i pod nazwą Børøysund, udostępniany jest on zwiedzającym, statek jest sprawny i nadal pływa.